# Plogastel-Saint-Germain
Plogastel-Saint-Germain is een gemeente in het Franse departement Finistère, in de regio Bretagne. De plaats maakt deel uit van het arrondissement Quimper. Plogastel-Saint-Germain telde op 1 januari 2022 2.016 inwoners.

## Geografie
De oppervlakte van Plogastel-Saint-Germain bedroeg op 1 januari 2022 31,39 vierkante kilometer; de bevolkingsdichtheid was toen 64,2 inwoners per km².

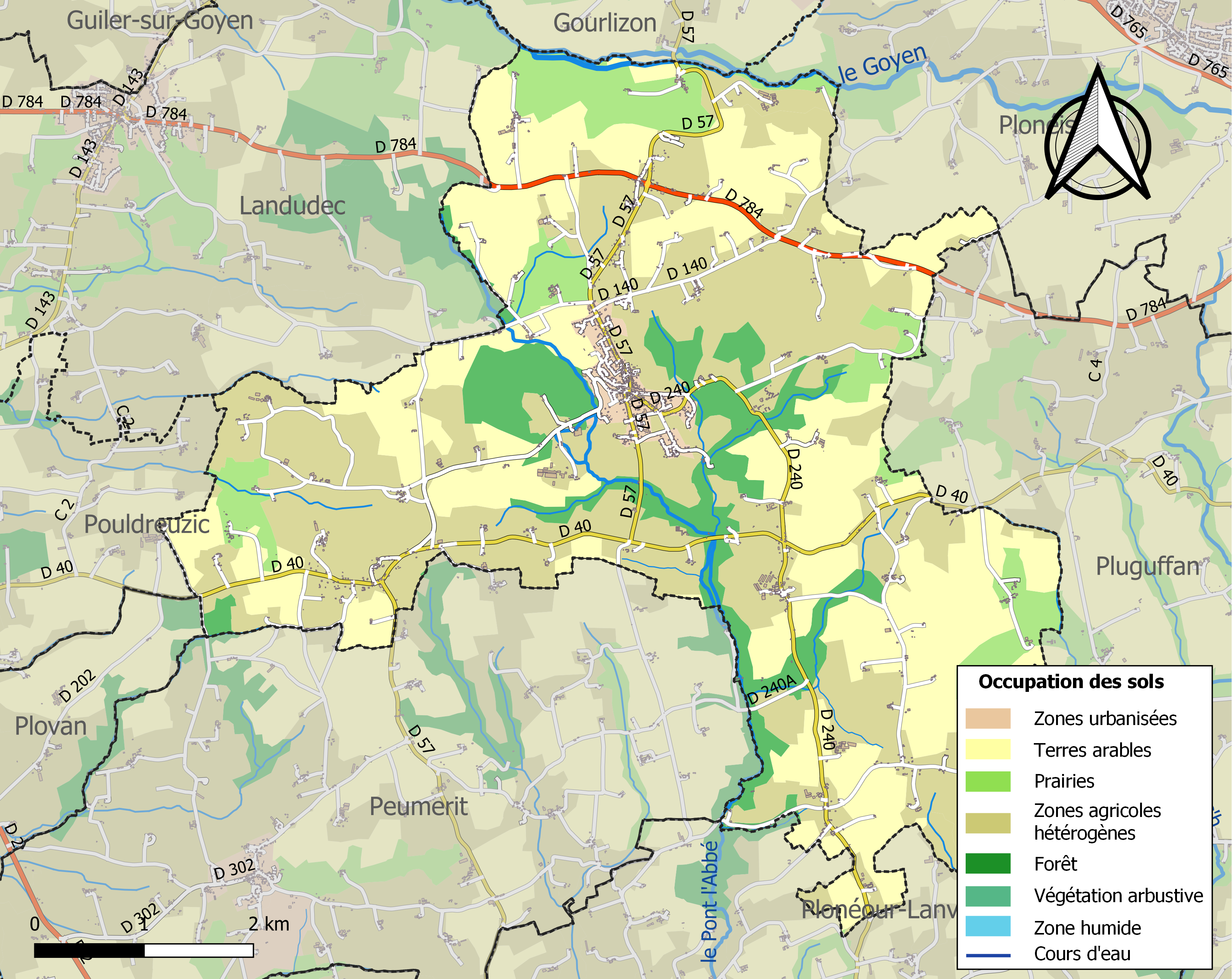
Kaart van de gemeente met belangrijkste infrastructuur, bodemgebruik en omliggende gemeenten

## Demografie
Onderstaande figuur toont het verloop van het inwonertal (bron: INSEE-tellingen).